# Cvetnić Brdo
Cvetnić Brdo es una localidad de Croacia en el municipio de Pokupsko, condado de Zagreb.

## Geografía
Se encuentra a una altitud de 154 m s. n. m. a 49,2 km de la capital nacional, Zagreb.

## Demografía
En el censo 2011, el total de población de la localidad fue de 37 habitantes.